# San Ġwann
San Ġwann é uma cidade da ilha de Malta em Malta.